# Savnsøgård
Savnsøgård er et gods oprettet i 1860 af brødrene Casse. Savnsøgård er nu en avlsgård under Gottesgabe. Gården ligger i Vestenskov Sogn, Lollands Sønder Herred, Maribo Amt, Rudbjerg Kommune. Hovedbygningen er opført i 1880.
Savnsøgård hører under Rudbjerggård og er på 313,5 hektar. I 1900 var den på 29 5/8 tønder hartkorn, 735 tønder land (353 i Nakskov Lands.), hvoraf 160 eng, resten ager; 4 huse.

## Ejere af Savnsøgård
- (1860-1867) Fr. Casse / P. Casse
- (1867-1872) P. Casse
- (1872-1876) P.C.F. Mourier-Petersen / J.V. Saxtorph
- (1876-1877) P.C.F. Mourier-Petersen
- (1877-1898) P.C.F. Mourier-Petersen / P.J. de Neergaard / G.P. Thalbitzer
- (1898-1932) Interessenskab
- (1932-1975) De Danske Sukkerfabrikker A/S
- (1975-1997) Niels I. Wibholm
- (1997-2008) Stig Husted-Andersen
- (2008-2009) Stig Husted-Andersens dødsbo
- (2009-2012) Boet efter Stig Husted-Andersen
- (2012 – ) Gustav Erik von Rosen